# 虐待性頭部創傷
虐待性頭部創傷（英语：Abusive head trauma，简写AHT），旧称搖晃嬰兒綜合症（英语：Shaken baby syndrome，简写SBS），是指因嬰兒受到暴力地搖晃而對其腦部產生的損害，為一種兒童虐待。在美国，此行为可能被指控涉嫌虐待儿童罪。
虐待性頭部創傷的成因，是由於嬰兒腦部發育仍未穩固，當受到暴力搖晃時，腦部組織容易受到撞擊，而出現血管撕裂，及腦神經纖維受損。這種症狀的後遺症包括頭痛、頭暈、失憶及影響智力，嚴重者因腦部有大量微絲血管爆裂，引致腦部大量出血，可導致癱瘓甚至死亡。